# Klenik, Litija
Klenik este o localitate din comuna Litija, Slovenia, cu o populație de 65 de locuitori.